# Cuentos grotescos
Cuentos Grotescos es un libro de cuentos del escritor venezolano José Rafael Pocaterra, también conocido por su obra “Memorias de un venezolano en decadencia”, editado por primera vez en 1922 por la Imprenta Bolívar, en Caracas. Esa primera edición se hizo en dos tomos, actualmente los 44 cuentos que lo componen se reúnen en un solo libro.

## Sobre la obra
Se trata de 44 cuentos originalmente publicados en dos tomos. Los cuentos que el autor publicó en “El Fonógrafo” tuvieron como subtítulo: “Cuentos grotescos” lo que hace suponer que el autor tenía desde el principio armar una colección., buscaba contrarrestar el idealismo romántico y el preciosismo exagerando hasta lograr lo grotesco. El título de los “cuentos grotescos” recuerda a la obra de Poe: “Tales of the Grotesque and Arabesque”, pero mientras Poe descompone la figura humana y el aspecto natural de las cosas para crear lo grotesco, Pocaterra busca lo grotesco en la expresión ridícula y cómica de lo lamentable, la deformación de los rasgos físicos y la inversión de las cualidades de la realidad, lo cual está unido con una ternura y vena poética muy peculiar.
Aunque cada cuento está concebido como obra individual a lo largo de los años, mantienen una cohesión y conjunto. Conjugando no solo el ambiente, las personas y el lenguaje sino además lo venezolano en el pesimismo, en la intuición y en la sensibilidad. Desde el primer cuento “Ecce Homo” empieza hacer crítica política; en “la casa de la bruja“ destaca la brutalidad de la “autoridaz” ejercida por el gobierno de Juan Vicente Gómez,; en otros cuentos hay alusiones a la decadencia y debilidad de las clases dirigentes (este es el tema de “El retrato” y “Familia prócer”) que los conduce al incesto, la prostitución y la desvergüenza, tema común en la novelas de Pocaterra; en “las frutas muy altas” habla de la distancia que existe entre las clases sociales a nivel de educación y circunstancias, y en “Panchito Mandefuá” trata de crear un relato que llame la atención del burgués feliz y complacido para despertar su simpatía por los niños desvalidos; en “El chubasco” el niño paga por inocente con la muerte un gesto de misericordia; en “El aerolito”, el protagonista sufre el abandono de su padre, en “una mujer fría” critica la forma de vida norteamericana, y el gusto por lo artificial. Entre los desvalidos Pocaterra incluye a la mujer, especialmente a la solterona porque ve en ella la herida de la frustración y la soledad, muestra con pesimismo la esperanza del progreso cimentado en la educación y la omnipotencia del gobierno.
También se nota la influencia norteamericana en “Las hijas de Inés”, donde hay una crítica a los snob y ricos tontos. No puede hablarse de una temática común, sino de una actitud común y persistente en todos los cuentos.

## Técnica
Sobre la técnica en la que están escritos, contrasta con lo enrevesado de sus ensayos de párrafos largos, la brevedad de sus cuentos y la exactitud de su precisión. No son simples narraciones para deleitar, sino “casos individuales”, “tipos” dentro de la sociedad en la que el autor vivía. Los personajes de sus cuentos, aunque pertenecen a la misma categoría de los de sus novelas tienen más relieve, a través de la técnica caricaturesca de exagerar sus rasgos (la delgadez de la señorita en “la I latina”, la fealdad de las “Oropendolas”, las cejas de “las Linares”).
Se componen de una o varias escenas pero siempre escritas con brevedad, en sus rasgos esenciales. Desarrollados en 3 etapas: primero, a grandes rasgos, se nos presenta el personaje y su medio; luego se desarrolla la acción, y por último se resuelve con un final generalmente inesperado (cínico, enternecedor, o cruel), a semejanza de Bocaccio y otros cuentistas medievales.
También hay ocasiones en las que termina con una “coda”. Una intervención moralizante, didáctica o crítica del autor. Aunque esta técnica actualmente se considera inoportuna, es el caso de “la casa de la bruja” y “los pequeños seres”.
Usa la técnica de la observación directa, de los realistas. Persigue la fidelidad. El paso del tiempo a veces está subrayado poéticamente en la descripción de los cambios de la naturaleza. Otro estilo es el cuadro, donde los personajes están integrados en una atmósfera que el autor intenta mostrar. Las acciones son rápidas y ocupan un mínimo, y se extiende más en la descripción.
En la mayoría de los cuentos desarrolla el narrador en tercera persona, pero en otros lo hace en primera persona para generar dramatismo (“Mefistófeles” y “Redención”). A veces de la conversación entre dos amigos trae un recuerdo del pasado que es un relato en sí mismo. También utiliza el recurso de los diarios personales, o cartas escritas en primera persona. A menudo se dirige al lector, trayéndolo a ser auditorio de lo literario, dentro del cuento.‘’’Véase: Narrador’’’
Cuando el cuento tiene varios episodios lo separa con numeración romana. Entre parte y parte puede haber cambio de escenario y de tiempo sin que el auto lo indique. Generalmente se integran diálogos y trozos descriptivos. Los mejores son aquellos en que el autor solapa la intención y el cuento adquiere independencia de su pensamiento, es decir cuando el autor no interviene y se concentra en la acción. Casi todos presentan un episodio de drama y tensión, de donde surge la acción, si esta se desenvuelve sin interrupciones el cuento está bien logrado.
En cuanto a imágenes y metáforas hay algunas muy bellas y originales, como el cuento está tan cerca de la poesía lo metafórico no es simplemente una ornamentación, sino materia de esencia, de la que el cuento no puede prescindir sin restársele fuerza creadora y belleza. Están principalmente en la descripción del ambiente, casi siembre esbozado con unos pocos rasgos clave.

## Los cuentos
La lista de los 44 cuentos son los siguientes. Teniendo en cuenta que al menos 11 de ellos no se incluyeron en la primera versión de 1922, sino que se integraron en un solo volumen luego, en 1955 y así se mantienen desde entonces. Unos cuantos aparecieron en “El Fonógrafo”, durante la vida del autor y no están compuestos en la misma época.
- De cómo Panchito Mandefuá cenó con el niño Jesús
- Bastón y puño de oro
- La llave
- El chubasco
- La I latina
- Las Linares
- Mefistófeles
- Redención
- Claustrofobia
- Rosa Sabanera
- Noche de Primavera
- Pérez Ospino & Co
- Aniversario
- El perro
- La coartada
- El vals antiguo
- Como entonces
- La ciudad muerta
- Oropéndola
- Nochebuena
- La cerbatana
- Los comemuertos
- Tema para un cuento
- Soledad
- El retrato
- Año Nuevo
- Una mujer de mucho mérito
- Familia prócer
- El ideal de Flor
- El aerolito
- El arte de fabricar Toneles
- Patria, la mestiza
- Su señoría el Visitador
- La casa de la bruja
- Las frutas muy altas
- “La mista”
- Pascua de Resurrección
- Los pequeños monstruos-El
- Los pequeños monstruos-Ella
- El patriarcado
- Matasantos
- Una mujer fría
- Las hijas de Inés
- El rosal de la Cascabel